# Johann Hartmann Senckenberg

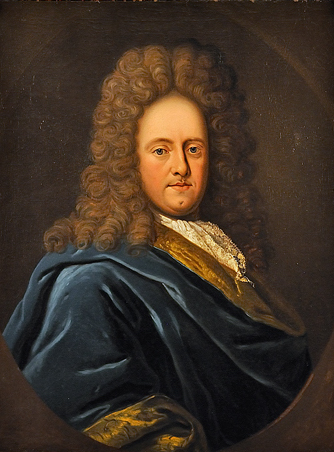
Johann Hartmann Senckenberg auf einem Porträt von 1766

Johann Hartmann Senckenberg (* 15. Januar 1655 in Friedberg; † 29. September 1730 in Frankfurt am Main) war ein deutscher Arzt, Friedberger Bürgermeister und Frankfurter Stadtphysicus. Er war der Vater von Heinrich Christian Senckenberg, Johann Christian Senckenberg und Johann Erasmus Senckenberg.

## Leben

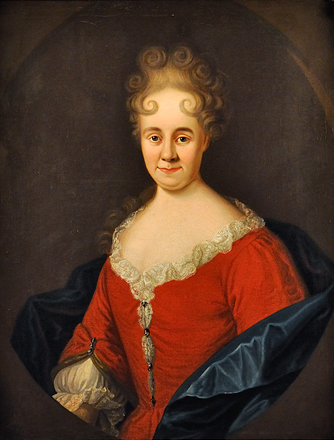
Anna Margarethe Raumburger, Porträt von 1766

Johann Hartmann Senckenberg war ein Sohn des protestantischen Friedberger Apothekers Johannes Senkenberg und seiner Frau Anna Catharina, geb. Henrici. Er absolvierte ein Medizinstudium in Straßburg und eröffnete anschließend in Friedberg eine Praxis, wo er auch zweimal zum Jüngeren Bürgermeister ernannt wurde. Nachdem er in Friedberg drei Kinder verloren hatte, zog er 1688 gemeinsam mit seiner Frau Maria Margaretha, geboren von den Birghden, nach Frankfurt, wo 1703 auch seine Frau verstarb. Ab 1700 war Senckenberg Frankfurter Stadtphysicus (Physicus primarius). In zweiter Ehe heiratete er die von den Biographen Georg Ludwig Kriegk und Rudolf Jung als charakterlich sehr problematisch beschriebene Anna Margarethe Raumburger. Das Paar hatte fünf Kinder, darunter ein Mädchen, das früh starb, sowie die Söhne Heinrich Christian (1704–1768), Jurist und Reichshofrat in Wien, den Arzt, Naturforscher und Stifter Johann Christian (1707–1772), Conrad Hieronymus (1709–1739), Apotheker in London, und den Anwalt Johann Erasmus (1717–1795), der als Quergeist galt und im Gefängnis starb.